# Denis Braidotti
Denis Braidotti (Údine, 31 de julio de 1972) es un deportista italiano que compitió en judo. Ganó una medalla de plata en el Campeonato Europeo de Judo de 2001, en la categoría de +100 kg.

## Palmarés internacional
| Campeonato Europeo | Campeonato Europeo | Campeonato Europeo | Campeonato Europeo |
| Año                | Lugar              | Medalla            | Categoría          |
| ------------------ | ------------------ | ------------------ | ------------------ |
| 2001               | París (Francia)    | Medalla de plata   | +100 kg            |